# 山下結穂
山下 結穂（やました ゆうほ、1984年11月11日 - ）は日本の女優。キューブ所属。

## 略歴
- 1996年に子役としてデビュー。
- 高校生時代にイギリス、アメリカに留学[2]。
- 同志社大学中途退学後、早稲田大学国際教養学部卒業[2][3]。
- 見学のため訪れたベルリン国際映画祭で現地の芸能事務所から、こっちで活動してみたらと誘われ、フライブルク大学留学後卒業後も帰国せず2011年よりドイツ在住[4][2]。2012年には、ベルリン国際映画祭が主催する「ベルリナーレ・タレントキャンパス」に参加する資格を取得[4]。
- 後、夫となるドイツ人スタントマンとともにドイツを去りイギリスへ移住[5]、現地の芸能事務所と契約[6]。イギリスを拠点に芸能活動をしながら、イギリスとドイツで起業し、クリエイティブコンサルタントとして映像広告制作などを務める[2]。
- その後出産[7]、離婚[8]を経て、2017年からロンドン在住。2025年5月11日放送の『家、ついて行ってイイですか?』に出演[8]。

## 人物
- スリーサイズはB82、W62、H87[1]。
- 市川紗椰は大学時代の同級生[要出典]。

## 出演

### 舞台
- アニー（1996年）アニー 役[1]

### テレビドラマ
- 幽霊ママ（1998年、TBS系）伊吹優美 役
- 甘辛しゃん（1997年 - 1998年、NHK総合）レギュラー・神沢泉（幼少時代） 役
- ドラマ愛の詩・新ズッコケ三人組（2002年、ＮＨＫ教育）津田経子 役
- 週刊 赤川次郎（2007年、テレビ東京系）笹川京子 役
- Viva Berlin!（2012年、ドイツ）

### テレビ番組
- ドイツ語会話（2007年、NHK教育）スキット「ゆうほのベビーシッター日記」出演
- テレビでドイツ語（2008年、NHK教育）豚のマックス 役（声）
- 家、ついて行ってイイですか?（2025年5月11日、テレビ東京系列）

### 映画
- ゲゲゲの鬼太郎 千年呪い歌（2008年、松竹）マーチングバンド部の部長 役
- Layla Fourie（英語: Layla Fourie）（2013年）スージー 役